# 鎌田清一郎
鎌田 清一郎（かまた せいいちろう）は、日本の情報工学者。早稲田大学理工学術院大学院情報生産システム研究科教授。

## 人物・経歴
福岡県宗像市出身。1983年九州工業大学工学部卒業。1985年九州大学大学院総合理工学研究科修士課程修了、日本電気中央研究所研究員。1988年九州工業大学工学部電気工学科助手。1995年九州工業大学博士（工学）。1996年九州大学大学院システム情報科学研究科助教授。2001年早稲田大学理工学総合研究センター客員教授。2003年早稲田大学大学院情報生産システム研究科教授。2020年早稲田大学理工学術院総合研究所兼任研究員。

## 著書
- 『画像処理 : 画像表現・圧縮・フラクタル』サイエンス社 2003年

## 訳書
- H.ザーガン著『空間充填曲線とフラクタル』シュプリンガー・フェアラーク東京 1998年

## 受賞
- ICARCV2010 最優秀論文賞 2010[5]
- 映像メディア処理シンポジウム最優秀論文賞 2017[5]
- ICIEV2018　最優秀論文賞 2018[5]
- ICSIPA2019 Best Paper Award 2019[5]
- ICIPRoB2020 Best Paper Award 2020[5]